# Switched at Birth (sezon 1)
Ten artykuł przedstawia streszczenia i inne informacje o odcinkach amerykańskiego serialu telewizyjnego pierwszego sezonu Switched at Birth emitowanego przez stację ABC Family od 6 czerwca 2011 roku do 22 października 2012 roku. W Polsce serial ten nie był emitowany. Sezon pierwszy Switched at Birth składa się z 30 odcinków.

## Obsada
- Katie Leclerc jako Daphne Paloma Vasquez
- Vanessa Marano jako Bay Madeleine Kennish[1]
- Constance Marie jako Regina Vasquez[2]
- D.W. Moffett jako John Kennish[1]
- Lea Thompson jako Kathryn Kennish[2]
- Lucas Grabeel jako Toby Kennish[1]
- Sean Berdy jako Emmett Bledsoe

## Role drugoplanowe
- Gilles Marini jako Angelo Sorrento[3]
- Marlee Matlin jako Melody Bledsoe
- Austin Butler jako James „Wilke” Wilkerson III
- Ivonne Coll jako Adriana Vasquez
- Maiara Walsh jako Simone Sinclair
- Sam Page jako Craig Tebbe
- Blair Redford jako Tyler „Ty” Mendoza
- Ryan Lane jako Travis
- Justin Bruening jako szef Jeff
- Anthony Natale jako Cameron Bledsoe
- Tania Raymonde jako Zarra
- Christopher Wiehl jako Patrick
- T. L. Forsberg jako Olivia
- Cassi Thomson jako Nikki
- Charles Michael Davis jako Liam Lupo
- Tammy Townsend jako Denise
- Meeghan Holaway jako Amanda Burke, Esq.
- Jason Brooks jako Bruce
- Manish Dayal jako Scuba
- Oliver Muirhead jako Geraldo
- Carlease Burke jako pani Rose
- Mat Vairo jako Alex

## Spis odcinków
| Nr | #  | Tytuł                                      | Reżyseria       | Scenariusz                        | Premiera (ABC Family) |
| --- | -- | ------------------------------------------ | --------------- | --------------------------------- | --------------------- |
| 1 | 1  | This Is Not a Pipe                         | Steve Miner     | Lizzy Weiss                       | 6 czerwca 2011        |
| Podczas szkolnego eksperymentu uczniowie badają sobie grupę krwi. Bay Kennish ma zupełnie inną grupę krwi niż jej cała rodzina. Ojciec twierdzi, że to pomyłka. Rodzina jedzie do szpitala, tam okazuje się, że po porodzie przypadkowo dzieci zostały zamienione. Zatem Bay żyje z obcymi sobie ludźmi, a gdzieś jest biologiczna córka Kennishów. Później Kennishowie poznają swoją biologiczną córkę – Daphne Vasquez, która ma wadę słuchu, a Bay swoją prawdziwą matkę – Reginę. Okazuje się, że dziewczynkom został świat wywrócony do góry nogami. Bay trafiła do bogatego domu, gdzie ma wszystkiego pod dostatkiem, natomiast Daphne mieszka w małym domu w niebezpiecznej dzielnicy, a jej – choć niebiologiczna – matka, jest w połowie Portorykanką. Kathryn Kennish odkrywa, że Regina przed laty prowadziła pod wpływem alkoholu. Bay ma naturę zbuntowanej nastolatki, maluje graffiti, słucha głośno muzyki, jest opryskliwa. Matka Reginy twierdzi, że Bay jest taka jak Regina w jej wieku. Kennishowie chcieliby wyrwać swoją biologiczną córkę ze świata, w którym się znalazła, chcą by chodziła do szkoły dla dzieci słyszących, John Kennish myśli o operacji słuchu. Regina nie jest zadowolona z tego pomysłu. Ulega jednak i przeprowadza się wraz z córką i matką do domu Kennishów. |    |                                            |                 |                                   |                       |
| 2 | 2  | American Gothic                            | Steve Miner     | Lizzy Weiss                       | 13 czerwca 2011       |
| Kennishowie zapraszają Reginę, Daphne i Adriannę na śniadanie, ale tylko Daphne przychodzi. Nowa rodzina zasypuje dziewczynę pytaniami, co wprawia ją w kłopot, gdyż potrzebuje widzieć usta rozmówcy, który musi mówić wolniej, by mogła zrozumieć wypowiedź. Kathryn sugeruje, by Daphne oraz jej matka i babcia przyszły na cotygodniowe grillowanie. Kennishowie są oburzeni tym, że ich córka jeździ na motocyklu z głuchym chłopakiem, boją się o nią. John i Kathryn odwiedzają swojego prawnika I rozmawiają o pozwaniu szpitala za feralną pomyłkę. Regina nie chce brać w tym udziału. Regina prosi Bay o pomoc przy malowaniu pokoju, mówi córce o swoim uzależnieniu alkoholowym i przestrzega przed zejściem na złą drogę. Podczas wieczornego spotkania przy grillu dochodzi do sprzeczki między Kennishami a Reginą. Bay wymyka się na spotkanie z Ty'em, a Daphne z Liamem, którego poznała podczas zwiedzania szkoły Bay. Po spotkaniu koledzy Liama dokuczają Daphne, a ten nie reaguje. |    |                                            |                 |                                   |                       |
| 3 | 3  | Portrait of My Father                      | Michael Schultz | Becky Hartman Edwards             | 20 czerwca 2011       |
| Kathryn odwiedza przyjaciółka i zauważa Reginę, pyta się kim jest ta kobieta. Kathryn unika prawdziwej odpowiedzi. Kobieta nie chce wyjawić prawdy i proponuje, by mówić, że nowe lokatorki są przyjaciółkami domu. Liam próbuje się zrehabilitować przed Daphne, ale ona nie chce z nim mieć kontaktu. John poznaje Melody, trenerkę koszykówki i matkę Emmetta, kobieta wie kim jest John. John widzi jak Daphne gra w kosza, więc po powrocie do domu trenują razem. Bay jest ciekawa kim jest jej biologiczny ojciec, ale Regina i Adrianna nie mówią jej niczego. Ty pokazuje Bay swoją dzielnicę, dziewczyna jest zachwycona. Kiedy Ty'owi psuje się samochód i Bay pożycza pieniądze od Toby’ego, by pomóc chłopakowi, Ty obrusza się i nie przyjmuje pomocy. Kathryn załatwia Reginie pracę w salonie fryzjerskim. Jej pierwszą klientką jest wścibska koleżanka Kathryn, Denise. Później Kathryn wyjawia prawdę o zamienieniu dzieci w szpitalu. Daphne daje Bay zdjęcie, na którym Regina jest w ciąży. |    |                                            |                 |                                   |                       |
| 4 | 4  | Dance Amongst Daggers                      | Steve Miner     | Chad Fiveash James Stoteraux      | 27 czerwca 2011       |
| Kathryn organizuje przyjęcie dobroczynne na rzecz szkoły, do której chodzą Bay i Toby. Jest zaniepokojona, bo na imprezę ma przybyć reporter z lokalnej gazety. Daphne pyta czy może zaprosić swojego chłopaka, Liama, czym wprowadza w konsternację Kathryn oraz Bay. Liam to były chłopak Bay. Bay mówi, że spotyka się z Ty'em, czym drażni Daphne. Regina zaprasza Melody na przyjęcie. Melody właśnie rozstała się z mężem, ale nie powiedziała jeszcze o tym synowi. Podczas imprezy ma wystąpić zespół Toby’ego, ale jest kłopot, bo perkusista nie dotarł. Daphne proponuje bratu Emmetta jako bębniarza. Zszokowany Toby zgadza się, choć przeczuwa katastrofę. Emmett okazuje się dobrym perkusistą, mimo że nie słyszy. Kathryn wyjawia wszystkim sytuację z zamienieniem dziewczynek w szpitalu. Bay widzi jak do zdjęcia dla gazety pozują: John, Kataryn, Toby i Daphne. Podczas przyjęcia Melody flirtuje z Johnem, a Regina poznaje Bruce’a, byłego męża Denisa. Bay jest zazdrosna o Daphne i Liama, robi dziewczynie wyrzuty. Podobnie zazdrosny jest Emmett. Daphne tłumacząc się względami rodzinnymi zrywa z Liamem. Potem widzi jak Bay odjeżdża z Ty'em. |    |                                            |                 |                                   |                       |
| 5 | 5  | Dogs Playing Poker                         | Bethany Rooney  | Joy Gregory                       | 4 lipca 2011          |
| Kathryn i John odkrywają, że Bay spotyka się z Ty'em i za karę zapraszają go na obiad. Przed obiadem Kathryn próbuje rozmawiać z Bay o seksie. Regina idzie na randkę z Bruce’em, mimo że Kathryn ostrzega ją przed nim. Toby zabiera Daphne i Emmetta na partyjkę pokera, widzi w nich swoich pomocników, którzy pomogą mu wygrać. Toby'emu z pomocą siostry i jej kolegi idzie bardzo dobrze, ale chłopak nie potrafi przestać. Emmett odchodzi z gry, a Daphne zostaje. Toby przegrywa spore pieniądze, o co ma pretensje do Daphne. Podczas obiadu Kennishowie zadają dużo pytań Ty'owi, między innymi o przyszłość. Wtedy chłopak mówi, że idzie służyć do armii, co wprowadza Bay w zmieszanie. |    |                                            |                 |                                   |                       |
| 6 | 6  | The Persistence of Memory                  | James L. Conway | Henry Robles                      | 11 lipca 2011         |
| Kathryn namawia Daphne, by chodziła na lekcje gotowania w szkole Bay i Toby’ego. Podczas zajęć dochodzi do wypadku, o mało nie wybucha pożar. Kathryn pyta córkę o aparat ślimakowy, który ułatwiłby jej zdecydowanie życie. Dyrektor szkoły pozwala chodzić Daphne na zajęcia, ale tylko z tłumaczem języka migowego. Dziewczyna jest wyśmiewana przez innych uczestników zajęć. Nieoczekiwanie Wilke zostaje jej przyjacielem, a potem ratuje ją przed wpadnięciem pod samochód. Emmett pomaga Bay w poszukiwaniach ojca. Odcyfrowuje zdjęcie samochodu ojca Bay i w ten sposób znajduje jego dane. Razem z Bay jadą na złomowisko, gdzie stoi ten samochód. Bay ma nadzieję, że coś w nim znajdzie. Znajduje tylko kostkę do gry na gitarze. Emmett mówi, że Regina ma walizkę na gitarę, który może być u niego w domu, gdyż Regina zostawiła u nich trochę rzeczy. Nie znajdują walizki, ale Bay odnajduje swoją metrykę (a raczej metrykę Daphne) i dowiaduje się jak jej ojciec się nazywa. Toby wpada w panikę, ponieważ ma dług. Idzie do ojca z prośbą o pożyczkę, ale boi się i nie wyjawia ile mu potrzeba. Chłopak decyduje się ukraść test szkolny z chemii, który pozwoli mu zażegnać kłopoty finansowe. John i Kathryn decydują się na ugodę ze szpitalem, jednak ich prawnik mówi, że szpital się wycofuje, bo znalazł coś przeciw Kennishom. Regina jest oburzona, kiedy słyszy pomysł Kathryn o aparacie ślimakowym. Mówi, że Daphne jest normalną dziewczyną i ma swój język – migowy, którego inni mogą się nauczyć. Kathrin zaczyna się uczyć języka migowego i przeprasza Reginę używając znaków. Regina jest wzruszona. |    |                                            |                 |                                   |                       |
| 7 | 7  | The Stag Hunt                              | Michael Lange   | Sean Reycraft                     | 18 lipca 2011         |
| Bay werbuje Emmetta do pomocy przy odszukaniu jej ojca. Kiedy Daphne zauważa Bay i Emmetta razem dowiaduje się, że szukają jej ojca i pytają się, czy przyłączy się. Trójka młodych ludzi jedzie do klubu, gdzie DJ-em jest Angelo Sorrento. Okazuje się, że to gejowski klub i DJ, wysłuchawszy różnych słów od nastolatek, nie jest ich ojcem. Daphne jest zazdrosna o znajomość Emmetta z Bay. Emmet mówi, że nic między nimi nie ma, ale potem nieoczekiwanie przychodzi pod szkołę Bay i całuje ją. Szkoła wysyła maile w sprawie ukradzionego testu z chemii. Bay podejrzewa, że Toby ma coś z tym wspólnego, Daphne namawia brata, by się przyznał i poniósł odpowiedzialność. Wilke przyznaje się dyrektorowi, że ukradł test i Toby jest czysty. Jednak chłopak przyznaje się ojcu i zamierza pójść do dyrektora. John próbuje się bezskutecznie skontaktować z Dalem, adwokatem Kennishów, by dowiedzieć się czegoś więcej o sprawie ze szpitalem. Adwokat w końcu nagabywany przez Johna mówi, że sprawa ma związek z Reginą. Regina i Bruce zbliżają się do siebie. Bruce przychodzi do Kennishów, by oddać kolczyk, który Regina zostawiła w jego domu. Później pojawia się Denise, była żona Bruce’a, która twierdzi, że to jej kolczyk i mówi Kathryn, że sypia z Bruce’em. Regina zrywa z nim, kiedy ten mówi, że w istocie tak jest. Regina wybiera się na plotki do Melody. W tym czasie Daphne próbuje otworzyć walizkę na gitarę. Po wielu próbach i kombinacjach, w końcu – wpisując jako hasło BAY – otwiera pudło i widzi tam fotografie Bay z wielu lat.                                                                |    |                                            |                 |                                   |                       |
| 8 | 8  | Pandora's Box                              | Elodie Keene    | Becky Hartman Edwards Lizzy Weiss | 25 lipca 2011         |
| Po tym jak Daphne odkryła zawartość walizki na gitarę Regina przyznaje się, że wiedziała o zamianie dziewczynek, kiedy Daphne miała trzy lata. Wściekła Daphne szuka odreagowania. Razem z Wilke'em uciekają ze szkoły i spędzają czas rozmawiając i pijąc alkohol, o mało co nie uprawiają seksu. Znajomość Bay i Emmetta robi się coraz poważniejsza. Kiedy Bay przebywa w domu chłopaka, Emmett dostaje wiadomość od Daphne, która utknęła w innej części miasta (Wilke'mu założono blokadę na koło). Później Daphne mówi Emmettowi, że Regina wiedziała o zamianie przy urodzeniu. Prawnik Kennishów przygotowuje Johna i Kathryn na to, że w sądzie będą wyciągane ich prywatne sprawy. Regina próbuje się skontaktować ze swoim prywatnym detektywem, by dowiedzieć się kto powiedział o zamienieniu dzieci. Próbuje się także pozbyć walizki po gitarze, Kennishowie widzą jak siłuje się z nią, by włożyć do samochodu. Podczas spotkania w sądzie wychodzi na jaw, że Regina wiedziała o zamienieniu dzieci. Potem tłumaczy się dlaczego postanowiła nie mówić nikomu o błędzie szpitala. Angelo, biologiczny ojciec Bay, odszedł, bo Daphne w ogóle nie przypominała jego córki. Bay czuje się oszukana, sądzi, że Regina nigdy o nią nie walczyła. Regina jedzie do Melody. |    |                                            |                 |                                   |                       |
| 9 | 9  | Paradise Lost                              | Ron Lagomarsino | Chad Fiveash James Stoteraux      | 1 sierpnia 2011       |
| Zbliżają się urodziny Bay i Daphne. Daphne ma koszmarny sen, w którym ona i Bay zamieniły się miejscami, Daphne nazywa się Bay i mieszka z Kennishami, a Bay ma wadę słuchu. Melody wygania Reginę ze swojego domu, mówiąc że już czas, by wróciła do własnych spraw, nie może się wiecznie ukrywać. Regina próbuje udobruchać córki, ale bezskutecznie. Emmett pomaga zrealizować Bay jej prezent urodzinowy. Dziewczyna chce zamalować jeden billboard, który od miesięcy stoi nieużywany. Kiedy nocą próbują zamalować go nadjeżdża policja i nastolatki uciekają, kalecząc się drutem okalającym dostęp do billboardu. Dzień przed urodzinami Kennishowie zabierają Bay i Daphne, by kupić im samochody. Regina nie jest zadowolona, gdy po powrocie z pracy widzi córkę w samochodzie. Na przyjęciu urodzinowym pojawia się Regina, która nie była zaproszona. Bay chce, by została. Po przyjęciu Regina daje Daphne prezent, co przełamuje lody między nimi. Emmett dał Bay apaszkę. Nie jest to jednak zwykła apaszka. Zasłania nią oczy Bay i pokazuje prawdziwy prezent. Na billboardzie wymalował dziewczynę zdmuchującą świeczki na torcie. Daphne czuje się zazdrosna o Emmetta. |    |                                            |                 |                                   |                       |
| 10 | 10 | The Homecoming                             | David Paymer    | Lizzy Weiss                       | 8 sierpnia 2011       |
| Daphne i Emmett planują kwestę dla szkoły, w której weźmie udział myjnia samochodowa Johna Kennisha. Na wystawie prac pojawia się Angelo, biologiczny ojciec Bay. Szpital oferuje ugodę Kennishom nim dojdzie do rozprawy, ale mają tylko 48 godzin na podjęcie decyzji. Regina próbuje wziąć kredyt, by założyć własny salon fryzjerski, ale nie dostatecznych środków zabezpieczających ani też żyrantów. Daphne wpada w złość, gdy dowiaduje się, że Bay i Emmett spotykają się z sobą. Wilke i Toby dostali zaproszenie na festiwal, ale potrzebują Emmetta, a ten nie chce jechać. Angelo chciałby poznać Bay, mówi jej, że chciałby ją zabrać do Francji i Włoch, by mogła obcować z prawdziwą sztuką. Emmett mówi własnym głosem, że zależy mu na Bay. Daphne mówi Bay, że będzie na niego czekała. Ma żal do Bay, że kazała jej zerwać z Liamem, a teraz zabiera jej Emmetta. Angelo spotyka się z Johnem i mówi o sprawie przeciw szpitalowi. Potem przychodzi do Reginy, zza okna widzi ich Kathryn. |    |                                            |                 |                                   |                       |
| 11 | 11 | Starry Night                               | Steve Miner     | Lizzy Weiss                       | 3 stycznia 2012       |
| Bay jest zirytowana, bo Daphne pojechała na festiwal, na którym gra Emmett wraz z Tobym i Wilke'em. Bay jedzie również na koncert. Po koncercie jakiś mężczyzna zaczepia Emmetta, chcąc go pobić, dziewczyna nie dopuszcza do walki, mówiąc, że Emmett jest niesłyszący, czym nieco irytuje chłopaka, pozbawiając go godności samodzielnego załatwiania własnych spraw. Dawna przyjaciółka Bay, a była dziewczyna Wilkego flirtuje z Tobym. Kathryn spotyka pielęgniarkę, która miała dyżur kiedy przyszły na świat dziewczynki. Pielęgniarka doskonale pamięta Kathryn, mówi jej o przypadłościach, jakie miała przy porodzie. Regina i Bay spotykają się z Angelo. |    |                                            |                 |                                   |                       |
| 12 | 12 | The Tempest                                | Mel Damski      | Anne Kenney                       | 10 stycznia 2012      |
| Bay próbuje się zaprzyjaźnić z Melody, lecz matka Emmetta nie akceptuje dziewczyny. Daphe zbliża się z Simone, byłą dziewczyną Toby’ego, i rozważa odejście z drużyny w Carlton, by grać razem z Simone w Buckner. John nie popiera tego pomysłu. Po spotkaniu z dziennikarką, która opisała historię zamiany Bay i Daphe, Kathryn postanawia napisać książkę-pamiętnik o sytuacji rodzinnej. Toby i Wilke rozkręcają biznes z fałszywymi dowodami osobistymi, by w ten sposób zarobić na teledysk dla swojej grupy Guitar Face. Emmett zostaje zatrzymany przez policję. Zostaje skuty, ponieważ dochodzi do nieporozumienia między nim a policjantami, którzy nie wiedzą, że chłopak nie słyszy. |    |                                            |                 |                                   |                       |
| 13 | 13 | Self-Portrait With Bandaged Ear            | Steve Miner     | Becky Hartman Edwards             | 17 stycznia 2012      |
| Emmett został zatrzymany za zdewastowanie przestrzeni publicznej, chodzi o pomalowanie billboardu dla Bay. Melody jest wściekła na syna i uważa, że Bay ma zły wpływ na niego. Daphne idzie do Angelo, to spotkanie od czasu, kiedy Angelo opuścił Daphne i Reginę. Regina postanawia wejść w spółkę z Angelo i otworzyć własny salon fryzjerski. Daphne jest oburzona, gdy odkrywa, że drużyna z Bucknera chciała jej tylko dlatego, że jest niesłysząca, co może przynieść pieniądze dla drużyny. |    |                                            |                 |                                   |                       |
| 14 | 14 | Les Soeurs d'Estrées                       | Arlene Sanford  | Joy Gregory                       | 24 stycznia 2012      |
| Daphe i Bay próbują zebrać pieniądze, by ocalić motocykl Emmetta, który chłopak musi sprzedać po zatrzymaniu przez policję. Kiedy sprzedawanie ciastek w szkole nie przynosi pożądanych skutków, Daphne ucieka się do kłamstwa, mówiąc Kennish'om, że zgubiła swoje aparaty douszne. Regina kazała przeprosić Daphne Kathryn za oszustwo. Kennishowie zatrudniają nowego prawnika do sprawy przeciw szpitalowi. Odkrywają, że Regina nigdy nie powiedziała Angelo o zamianie dziewczynek. Angelo jest wściekły na Reginę i dochodzi do poważnej kłótni między nimi. Emmett musi jednak sprzedać motor, by zapłacić grzywnę, po przekazaniu pieniędzy Melody, przenosi się do ojca. |    |                                            |                 |                                   |                       |
| 15 | 15 | Expulsion From the Garden of Eden          | Steve Miner     | Chad Fiveash James Stoteraux      | 31 stycznia 2012      |
| Bay poznaje ojca Emmetta, Camerona, oraz jego dziewczynę Olivię. Zauważa, że żyją niczym w anarchistycznej komunie. Jest nieco zmieszana, gdy Olivia proponuje jej zostać na noc i spać u Emmetta, zaznacza, że Bay może spać tu kiedy tylko chce. Daphne wybiera się na randkę z Wilke'em. Potem okazuje się, że chłopak każdą dziewczynę zabierał w te same miejsca, mówiąc podobne rzeczy. W myjni Daphne poznaje przyjaciółkę Johna, Sarę Lazar, myśli, że jej biologiczny ojciec coś ukrywa. Kiedy domaga się wyjaśnień John mówi, że to reporterka, która chce pisać książkę o zamianie. Podczas zakupów Kathryn spotyka Angelo i zaprasza do na obiad do Kennishów. Emmett mówi Bay, że uprawiał już seks, Bay oświadcza, że jest dziewicą. Do zbliżenia między parą ma dojść po obiedzie z Angelo. Jednak dochodzi do sprzeczki, podczas której Bay dość mocno daje do zrozumienia chłopakowi, że seksu nie będzie. Bay jedzie do hotelu szukać swojego ojca, ale go nie ma. Okazuje się, że Adrianna, matka Reginy, powiadomiła służby imigracyjne, co do miejsca pobytu Angelo. |    |                                            |                 |                                   |                       |
| 16 | 16 | Las Dos Fridas                             | Chris Grismer   | Henry Robles                      | 7 lutego 2012         |
| Do Kennishów przyjeżdża Bonnie, matka Kathryn. Bardzo faworyzuje swoją świeżo poznaną wnuczkę, Daphne, mówiąc na stronie swojej córce, że kocha również Bay, ale w Daphne płynie ta sama krew. Bay czuje się odrzucona przez babcię. Momentem kulminacyjnym jest danie Daphne przez Bonnie naszyjnika, który jest pamiątką rodzinną. Kathryn zarzuca matce, że jej nastawienie do Bay wynika z uprzedzeń rasowych, co przypadkiem słyszy Bay. Daphne i Simone za sprzeczki w zespole mają wykonać prace porządkowe w biedniejszej dzielnicy. Podczas pracy Daphne spotyka Monikę, która twierdzi, że dziewczyna się zmieniła, gdy przeniosła się do Kennishów, Daphne uważa, że nic się nie zmieniło i nadal jest tą samą dziewczyną z przedmieścia. Ze złości na babcię Bay niszczy mural, który przygotowuje dla swojej szkoły. Potem Regina pomaga córce namalować z powrotem zniszczone dzieło. Adrianna decyduje się wyprowadzić, widząc, że relacje między nią a córką nie są najlepsze po zatrzymaniu Angelo. Daphne oddaje Bonnie naszyjnik, który później trafia do Bay. |    |                                            |                 |                                   |                       |
| 17 | 17 | Protect Me From What I Want                | David Paymer    | Becky Hartman Edwards Lizzy Weiss | 14 lutego 2012        |
| Regina aranżuje spotkanie Bay z Patrickiem, właścicielem galerii. Kiedy jednak przychodzi na spotkanie bardziej zwraca uwagę na prace Reginy. John proponuje Toby'emu zagranie w charytatywnym meczu. Widząc sportowy talent syna próbuje przekonać go do przejścia z zainteresowań muzycznych na sportowe. Kathryn prosi Emmetta, by wykonał zdjęcie rodzinne. Po sesji zdjęciowej Emmett odkrywa, że Bay tęskni za Ty'em. |    |                                            |                 |                                   |                       |
| 18 | 18 | The Art of Painting                        | Norman Buckley  | Joy Gregory Anne Kenney           | 21 lutego 2012        |
| Daphne i Wilkie dostają tytuły sportowców miesiąca w Bucknerze. Widząc jednak, że w drużynie koszykowej planowane są cięcia, Daphne nie cieszy się z tego wyróżnienia. Kathryn sprzedaje samochód i daje część pieniędzy Brizii, pielęgniarce, która miała dyżur podczas zamiany dziewczynek. Emmett z trudem pracuje nad terapią mówienia. Olivia radzi mu, by pomógł sobie alkoholem. Bay zauważa, że Emmett po przeprowadzce do ojca zaczął opuszczać szkołę i alarmuje o tym Melody. Prace Reginy zostają wprowadzone do galerii. Patrick używa historii o zamienieniu dziewczynek, by wyprzedać prace Reginy. |    |                                            |                 |                                   |                       |
| 19 | 19 | Write a Lonely Soldier                     | Bethany Rooney  | Chad Fiveash James Stoteraux      | 28 lutego 2012        |
| Bay jest bardzo zmartwiona, bo usłyszała w wiadomościach o katastrofie helikoptera w Afganistanie. Boi się, że był tam Ty. Emmett jest zazdrosny, gdy dowiaduje się, że Bay mailowała z Ty'em, gdy ten wyruszył na wojnę. W końcu Bay udaje się skontaktować z Ty'em, któremu nic się nie stało, podczas rozmowy mówi mu, że spotyka się z Emmettem. Niechcący Daphne staje się przyczyną zwolnienia z pracy Travisa, niesłyszącego chłopaka z Carltona. Postanawia mu pomóc i załatwia mu pracę w myjni Johna, lecz i tam chłopak okazuje się niesubordynowany. Daphne odwiedza chłopaka w jego domu. Okazuje się, że rodzina chłopaka nie używa języka migowego. |    |                                            |                 |                                   |                       |
| 20 | 20 | Game On                                    | Ron Lagomarsino | Becky Hartman Edwards Lizzy Weiss | 6 marca 2012          |
| Daphne jest podekscytowana, gdy dowiaduje się, że drużyna z Carlton ma szansę zagrać w rozgrywkach. Ich pierwszym przeciwnikiem ma być Buckner. Daphne czuje presję, by wygrać. Kathryn spotyka się z potencjalnym wydawcą książki i dostaje radę, by w tej książce również znalazł się punkt widzenia Reginy. Pod koniec meczu Simone fauluje Daphne, przez co Daphne dostaje rzuty wolne i drużyna z Carltona wygrywa. Bay czuje się zakłopotana, gdy Melody prosi ją, by zeznawała przeciw ojcu Emmetta. Sytuacja się pogarsza, gdy Bay i Toby odkrywają, że Olivia jest dilerem narkotyków. Emmett jest zły na Bay, że miesza się w sprawy jego rodziny. Spotyka Simone i spędza z nią upojną noc. |    |                                            |                 |                                   |                       |
| 21 | 21 | The Sleep of Reason Produces Monsters      | Elodie Keene    | Joy Gregory Henry Robles          | 13 marca 2012         |
| Bay i Daphne organizują produkcję niemego filmu grozy, który ma być prezentem urodzinowym dla Emmetta. Do gry zostają zaangażowani niemal wszyscy domownicy, a także Wilke i Simone, która kręci cały film. W trakcie zdjęć Wilke przez przypadek odczytuje SMS-y z telefonu Simone i dowiaduje się o jej nocy z Emmettem. Simone błaga go, by nikomu nie powiedział. Emmett mówi o swoim błędzie Melody, a ta pyta go, kiedy zamierza powiedzieć prawdę Bay. Daphne ma żal do Reginy, że nie powiedziała jej wcześniej o zamianie. Później obie na zgodę pływają w basenie i spędzają wspólnie wieczór. Także Kathryn i Regina zbliżają się do siebie, Regina postanawia dołączyć się do wspomnień pisanych przez Kathryn. |    |                                            |                 |                                   |                       |
| 22 | 22 | Venus, Cupid, Folly, and Time              | Michael Lange   | Lizzy Weiss                       | 20 marca 2012         |
| Zbliża się bal szkolny w Carltonie. Emmett zaprasza Bay, robiąc to w specyficzny sposób: w pudełku od pierścionka daje jej zatyczki do uszu (gdyż w szkole dla niesłyszących muzyka gra dużo głośniej), co wygląda jakby się oświadczał. Daphne chce zaprosić Wilkego, ale ten się tłumaczy, że ma coś innego do zrobienia. Kiedy Daphne przyjeżdża do rodzinnego domu chłopaka dowiaduje się od jego ojca, że Wilke będzie wysłany do szkoły z internatem. W końcu Daphne zaprasza Travisa. Do Reginy dzwoni Angelo, jest w areszcie i potrzebuje pomocy prawnika, inaczej zostanie deportowany. Travis przychodzi po Daphne, lecz w tej samej chwili podjeżdża Wilke limuzyną. Cała trójka razem jedzie na bal. Podczas zabawy Daphne ma żal do Wilkego, że nie jest z nią szczery, za co chłopak przeprasza, jednocześnie wyjawiając jej, że Emmett i Simone spali ze sobą. Daphne chce, by Emmett powiedział Bay prawdę, lecz chłopak zaprzecza. Wstrząśnięty rozmową z Daphne Emmett mówi Bay co się stało, a ta ucieczka w popłochu. Kathryn towarzyszy Craigowi w załatwianiu spraw związanych z pozwem przeciw szpitalowi. Ich samochód się psuje i w trakcie czekania na pomoc dochodzi niemalże do pocałunku, za co się przepraszają. John mówi Reginie, że najlepszym wyjściem na zatrzymanie Angelo w kraju byłby ślub z amerykańskim obywatelem. |    |                                            |                 |                                   |                       |
| 23 | 23 | This Is the Color of My Dreams             | Steve Miner     | Lizzy Weiss                       | 3 września 2012       |
| 24 | 24 | The Intruder                               | Patrick Norris  | Chad Fiveash James Stoteraux      | 10 września 2012      |
| 25 | 25 | The Shock of Being Seen                    | Steve Miner     | Joy Gregory Becky Hartman Edwards | 17 września 2012      |
| 26 | 26 | Tree of Forgiveness                        | David Paymer    | Ariel Rubin Michael V. Ross       | 24 września 2012      |
| 27 | 27 | The Declaration of Independence            | Steve Miner     | Anne Kenney                       | 1 października 2012   |
| 28 | 28 | We Are the Kraken of Our Own Sinking Ships | Ron Lagomarsino | Henry Robles                      | 8 października 2012   |
| 29 | 29 | The Trial                                  | Bethany Rooney  | Joy Gregory Becky Hartman Edwards | 15 października 2012  |
| 30 | 30 | Street Noises Invade the House             | Steve Miner     | Lizzy Weiss                       | 22 października 2012  |